# Aust-Agder
Aust-Agder byla územněsprávní jednotka na jihu Norska. Rozprostíral se v nejjižnější části Norska, správním centrem území bylo město Arendal. Kraj (fylke) zanikl k poslednímu dni roku 2019. Od 1. ledna 2020 existuje kraj Agder, který vznikl sloučením krajů Aust-Agder a Vest-Agder v rámci reformy administratně-územního dělení Norska. Do roku 1918 byl Aust-Agder byl znám jako Nedenes amt.
Aust-Agder hraničil na severu a východě s krajem Telemark, na severozápadě s krajem Rogaland a na západě a jihozápadě s krajem Vest-Agder. Ležel u Severního moře u Skagerraku, za kterým se rozkládá Jutský poloostrov. Od Severního moře se táhl přes sto kilometrů k severu do vnitrozemí. Rozloha kraje byla 9 211 km², počet obyvatel dosáhl roku 2018 hodnoty 117 222 osob.

## Obce
- Arendal
- Birkenes
- Bygland
- Bykle
- Evje og Hornnes
- Froland
- Gjerstad
- Grimstad
- Iveland
- Lillesand
- Risør
- Tvedestrand
- Valle
- Vegårshei
- Åmli